# Sierra de Tartagal
La Sierra de Tartagal es una cordillera en Argentina. Se encuentra en la provincia de Salta, en el norte del país, 1500 km al norte de la capital Buenos Aires.
La sierra de Tartagal se extiende 23,9 km en dirección norte-sur, y continúa hacia el norte con el nombre de Serranía del Aguaragüe, dentro del territorio de Bolivia. El punto más alto se encuentra a 1 357 metros sobre el nivel del mar.
La sierra incluye las siguientes cumbres:
- Cerro Capiazuti
- Cerro Morro

En los alrededores de la sierra de Tartagal, crece un bosque principalmente conformado por especias caducifolias. Su entorno está escasamente poblado con 10 habitantes por kilómetro cuadrado. El clima de la zona es húmedo y tropical. La temperatura media anual en la zona es de 21 °C. El mes más caluroso es noviembre, cuando la temperatura promedio es de 25 °C y el más frío es de junio, con 15 °C. El promedio de precipitación anual es de 1 185 milímetros. El mes más lluvioso es febrero, con un promedio de 229 mm de lluvia, y el más seco es agosto, con 4 mm de precipitación.
| Climograma de Sierra de Tartagal | Climograma de Sierra de Tartagal | Climograma de Sierra de Tartagal | Climograma de Sierra de Tartagal | Climograma de Sierra de Tartagal | Climograma de Sierra de Tartagal | Climograma de Sierra de Tartagal | Climograma de Sierra de Tartagal | Climograma de Sierra de Tartagal | Climograma de Sierra de Tartagal | Climograma de Sierra de Tartagal | Climograma de Sierra de Tartagal |
| --- | -------------------------------- | -------------------------------- | -------------------------------- | -------------------------------- | -------------------------------- | -------------------------------- | -------------------------------- | -------------------------------- | -------------------------------- | -------------------------------- | -------------------------------- |
| E | F                                | M                                | A                                | M                                | J                                | J                                | A                                | S                                | O                                | N                                | D                                |
| 217 27 19 | 229 27 19                        | 112 25 19                        | 70 23 18                         | 28 21 13                         | 38 19 11                         | 4 20 10                          | 4 24 14                          | 19 28 14                         | 64 32 17                         | 182 30 20                        | 218 27 19                        |
| temperaturas en °C • totales de precipitación en mm fuente: |                                  |                                  |                                  |                                  |                                  |                                  |                                  |                                  |                                  |                                  |                                  |
| Conversión sistema imperial\| E \| F \| M \| A \| M \| J \| J \| A \| S \| O \| N \| D \| \| 8.5 81 66 \| 9 81 66 \| 4.4 77 66 \| 2.8 73 64 \| 1.1 70 55 \| 1.5 66 52 \| 0.2 68 50 \| 0.2 75 57 \| 0.7 82 57 \| 2.5 90 63 \| 7.2 86 68 \| 8.6 81 66 \| \| temperaturas en °F • totales de precipitación en pulgadas \| \| \| \| \| \| \| \| \| \| \| \| |                                  |                                  |                                  |                                  |                                  |                                  |                                  |                                  |                                  |                                  |                                  |
| E | F                                | M                                | A                                | M                                | J                                | J                                | A                                | S                                | O                                | N                                | D                                |
| 8.5 81 66 | 9 81 66                          | 4.4 77 66                        | 2.8 73 64                        | 1.1 70 55                        | 1.5 66 52                        | 0.2 68 50                        | 0.2 75 57                        | 0.7 82 57                        | 2.5 90 63                        | 7.2 86 68                        | 8.6 81 66                        |
| temperaturas en °F • totales de precipitación en pulgadas |                                  |                                  |                                  |                                  |                                  |                                  |                                  |                                  |                                  |                                  |                                  |